# 22165 Kathydouglas
22165 Kathydouglas è un asteroide della fascia principale. Scoperto nel 2000, presenta un'orbita caratterizzata da un semiasse maggiore pari a 2,2891313 UA e da un'eccentricità di 0,1063582, inclinata di 3,36567° rispetto all'eclittica.